# Neil McKenzie
Neil Douglas McKenzie (nació 24 de noviembre de 1975 en Johannesburgo) es un cricketer sudafricano. Es un bateador diestro que juega de apertura en Sudáfrica, haciendo su primera aparición en el año 2000. Él juega para el Highveld Leones en Sudáfrica nacionales de cricket y también ha desempeñado el condado de cricket de Somerset y Durham.
Cursó estudios en la Escuela King Edward VII de Johannesburgo, McKenzie fue un prometedor junior cricketer, capitán de las escuelas de Sudáfrica y sub-19 partes. McKenzie hizo su primera prueba cien contra Nueva Zelanda en 2000-01. Después de mostrarse en forma excelente en la selección nacional de cricket, y debido a las sucesivas actuaciones del pobre abridor Herschelle Gibbs volvió a la escuadra de Sudáfrica en la prueba de tres años y medio después de la segunda prueba en contra de las Indias Occidentales en Newlands.
Durante una prueba en contra de Bangladés iniciado el 29 de febrero de 2008, McKenzie se vio envuelto en un récord mundial de 1 ª wickets con la asociación de 415 Graeme Smith. Durante 2008, McKenzie se convirtió en uno de los doce jugadores para anotar más de 1000 pruebas de funcionamiento en el año civil.
McKenzie está casado con una de las más famosas modelos de Sudáfrica, Kerry McGregor. Su hermana, Megan, es también un modelo de líder en Sudáfrica.